# 채모
채모(蔡瑁, ? ~ ?)는 중국 후한 말의 정치가로, 자는 덕규(德珪)이며, 형주(荊州) 양양군(襄陽郡) 사람이다.

## 생애
말재주가 뛰어났으며, 일찍이 동향인 괴월과 함께 군사로써 형주자사 유표(劉表)를 섬겼다. 또한 조조(曹操)와 오래전부터 친분이 있었다.
채모의 고모는 후한의 태위 장온에게, 큰누나는 황승언에게, 작은누나는 유표의 후처로 각각 시집을 갔다. 또한 채모의 조카딸은 유표의 아들 유종에게 시집을 갔기 때문에 세력이 더욱 커졌으며, 유표의 측근으로 중용되었다.
《촉서(蜀書)》 선주전(先主傳)에 인용된 《위진세어(魏晉世語)》에 따르면, 괴월과 함께 유비의 목숨을 노렸다고 하나 사실 여부는 불분명하다.
유표 사후, 친족 장윤과 공모하여 유종의 배다른 형 유기와 그를 지지하는 유비를 쫓아내어 유종이 뒤를 잇게 하였다. 조조가 침략하자 유종은 싸우지도 않고 항복하였고, 채모는 조조의 밑으로 갔다.
조조의 밑에서 채모는 종사중랑(從事中郞)과 사마(司馬)를 거쳐 장수교위(長水校尉)를 역임하였으며, 이윽고 한양정후(漢陽亭侯)에 봉해지는 등 높은 관직에 올랐다. 그러나 사람들은 채모를 경멸하였고, 오직 조조만 그를 벗으로서 대하였다.
훗날 그의 후손들은 크게 번창하여, 채주(蔡洲)라는 섬에 모여 살았다. 그러나 311년에 도적 왕여(王如)의 침입을 받아 모두 목숨을 잃었고, 이로써 가문이 멸족당하였다.

## 《삼국지연의》 속 채모
사실(史實)과 마찬가지로 유비와 유기를 채부인과 같이 음해하며 유표가 죽은 후 조조에게 항복하는 것으로 나오나, 건안(建安) 13년(208년) 조조가 손권(孫權)을 정벌할 때 수군 도독으로서 지휘를 맡게 되었을 때 주유(周瑜)의 이간책에 넘어간 장간(蔣幹)의 보고로 장윤과 함께 처형당하는 것만이 다를 뿐이다.

## 같이 보기
- 삼국지 인물 목록
- 진수 (서진)
- 배송지
- 사마광